# Pomnik Marii Skłodowskiej-Curie w Warszawie
Pomnik Marii Skłodowskiej-Curie – pomnik z 1935 roku, znajdujący się na skwerze na rogu ul. Wawelskiej i Skłodowskiej-Curie przy budynku dawnego Instytutu Radowego. Przedstawia polską dwukrotną noblistkę Marię Skłodowską-Curie, odkrywczynię radioaktywnych pierwiastków radu i polonu.

## Opis
Został zaprojektowany przez Ludwikę Nitschową. Powstał na polecenie prezydenta Warszawy Stefana Starzyńskiego. W pobliskim parku znajduje się drzewo, które Skłodowska sama posadziła. Autorka tego dzieła poznała noblistkę przed I wojną światową, uczęszczając w Paryżu na jej wykłady.
Pierwowzór pomnika, przedstawiający Marię Curie w pozycji siedzącej, zgarbioną nad książką, powstał w 1932 roku. Ostateczna wersja przedstawia noblistkę w marszu, z pochyloną głową i podbródkiem opartym na zgiętej dłoni, w pozie zamyślenia. Pomnik odlano w firmie Bracia Łopieńscy i uroczyście odsłonięto 5 września 1935. Wykonany z brązu monument ma ok. 3 metry wysokości. Na cokole widnieje napis „Marji / Skłodowskiej-Curie / Stolica / 1935”.
Pomnik przetrwał niemiecką okupację. Dopiero w czasie powstania warszawskiego został uszkodzony. Na ramieniu, plecach i piersi widać ślady po kulach, będące efektem wykorzystywania go jako cel strzelecki przez żołnierzy RONA. W 1997 roku Urząd Dzielnicy Ochota sfinansował konserwację pomnika, ślady po kulach pozostawiono dla upamiętnienia jego wojennych losów. Przy jego ponownym odsłonięciu po renowacji wzięli udział przedstawiciele ambasad Wielkiej Brytanii i Francji.